# 알천북로
알천북로(Alchenbuk-ro)는 대한민국의 경상북도 경주시 황성동에서 시작하여, 북군동을 거쳐 연결하는 도로이다.

## 노선 경로
| 삼거리 명칭 미상                  | 강변로 |                            |
| 삼거리 명칭 미상                  | 용담로 | 황성공원 방향              |
| 네거리 명칭 미상                  | 원화로 | 포항 방향 경주 · 울산 방향 |
| 교량 명칭 미상                    |        | 동해선 통과                |
| 삼거리 명칭 미상                  | 양정로 |                            |
| 삼거리 명칭 미상                  | 동천로 |                            |
| 네거리 명칭 미상                  | 탈해로 |                            |
| 네거리 명칭 미상                  | 산업로 | 포항 방향 울산 방향        |
| 삼거리 명칭 미상                  | 보문로 | 보문관광단지 · 감포 방향   |
| 보문로와 직결 (보문관광단지 방향) |        |                            |

## 주요 건물 및 시설
- 경주 예술의 전당 - 경상북도 경주시 알천북로 1
- 경주청소년수련관 - 경상북도 경주시 알천북로 131
- 신라중학교 - 경상북도 경주시 알천북로 143
- 영일개발 - 경상북도 경주시 알천북로 241-2
- 경주산림조합 - 경상북도 경주시 알천북로 271
- 한국직업전문학교 - 경상북도 경주시 알천북로 275
- 미정하이빌 - 경상북도 경주시 알천북로 287
- 근우오피스텔 - 경상북도 경주시 알천북로 289
- 대성빌딩 - 경상북도 경주시 알천북로 295-3
- 대원빌딩 - 경상북도 경주시 알천북로 307
- 하이파크 - 경상북도 경주시 알천북로 309-1
- 경상북도가축위생사업소 - 경상북도 경주시 알천북로 435

## 같이 보기
- 북천
- 알천남로